# Pipacs
A pipacs vagy vadmák (Papaver rhoeas) a boglárkavirágúak (Ranunculales) rendjébe, ezen belül a mákfélék (Papaveraceae) családjába tartozó faj.
A pipacsot a vadvirágok királynőjének is nevezik. Kerti növénynek ma már ritkán ültetik, pedig több dísznövényként nemesített változata létezik. A többnyire vörös, narancssárga díszpipacs önmagát szaporítja, terméséből a szél hordja szét a magokat, ezért ha egy kert napos részébe ültetik, akkor a növény egyre nagyobb területet foglal el.

## Elnevezései
A mák (Papaver) nemzetség más fajait is szokták pipacsnak nevezni, ezért megkülönböztetésül a Papaver rhoeas-t magyarul a közönséges pipacs, mezei pipacs vagy vetési pipacs nevekkel is illetik.
Népies nevei: pipacsmák, büdös mák, czúczik, lúdmák, pitypalatyvirág, veres mák, vad mák.

## Előfordulása
A pipacs elterjedési területe Dél- és Közép-Európa.

## Megjelenése
A pipacs feltűnő és ismert, 30–80 centiméter magas, egyéves növény. Levelei szárnyasan, mélyen szeldeltek, durván fűrészes szélű szeletekkel, a szárral és a virágkocsánnyal együtt rásimuló vagy elálló serteszőrösek. A végálló virágok átmérője 5–8 centiméter. Mindegyik virágnak négy lángvörös sziromlevele van, a tövén fekete folttal. Termése fordított tojás alakú, kopasz, többrekeszű, lyukakkal nyíló tok, amit népiesen „borstartónak” neveznek. Sérülés esetén fehér, tejszerű nedvet ereszt magából.

## Életmódja
Szántók szélén, tarlókon, parlagokon közönséges gyom. Utak szélén, parlagokon, gyomtársulásokban nő, 1800 méteres magasságig. A 20. század közepén még a gabonák egyik alapvető gyomnövénye volt, azóta a vegyszeres gyomirtás jobbára kiszorította a vetésekből. A búzatáblák szélén a mezei szarkalábbal és a búzavirággal együtt ma is tömegesen terem.
Kerti növénynek ma már ritkán ültetik (bár több, dísznövényként nemesített változata létezik); ilyenkor magról szaporítható. Terméséből a szél rázza ki a magokat.

## Felhasználása
Magját sütemények és saláták ízesítésére, salátaolaj készítésére használják. Leveleit nyersen vagy főzve fogyasztják (mint a spenótot), de csak a virágbimbók kifejlődése előtt. Virágszirmait vörös ételfesték készítésére, szirupkészítésre használják. Régen bort is színeztek vele.
Gyermekeknél a friss hajtás mérgezési tüneteket okozhat!

## Gyógyhatása, gyűjtése
A pipacsvirág (Papaveris rhoeados flos) jó köhögéscsillapító és enyhe nyugtató hatású, teáját toroköblítésre használják, valamint alvászavarok ellen.
A növény magját, leveleit, kinyílt virágszirmait májustól augusztusig gyűjtik, ami nagy figyelmet igényel: a szirmokat nem szabad összetörni, mert elvesztik a színüket és fekete foltossá válnak. Vékony rétegben kiterítve, napfénymentes helyen szárítják. A szárítás során a szirmok elvesztik élénkpiros színüket és liláspirosakká válnak.

## Képek
|  |  |  |  |  |